# مرداب (فیلم ۲۰۰۱)
مرداب (اسپانیایی: La ciénaga‎) فیلمی در ژانر درام به نویسندگی و کارگردانی لوکرسیا مارتل است که در سال ۲۰۰۱ منتشر شد. این فیلم از بازیگران آن می‌توان به گراسیلا بورخس، مرسدس موران، و آندرا لوپز اشاره کرد.